# Hatfield Broad Oak
Hatfield Broad Oak – wieś w Anglii, w hrabstwie Essex, w dystrykcie Uttlesford. Leży 20 km na północny zachód od miasta Chelmsford i 44 km na północny wschód od Londynu.